# جامعة الزيتونة (ترهونة)
جامعة الزيتونة أو ( جامعة ناصر الأممية سابقاً) هي جامعة ليبية تمنح درجة الليسانس في عدة تخصصات تتبع وزارة التعليم العالي والبحث العلمي. يقع مقرها الرئيسي في منطقة سوق الأحد بمدينة ترهونة الليبية. تأسست الجامعة سنة 2001، وتمتلك الجامعة كليات في عدة مناطق داخل ترهونة وخارجها في كل من ( سوق الأحد ترهونة - ترهونة المركز - بني وليد) الجامعة تستقبل طلبة من داخل ليبيا وخارجها.

## الكليات
1. كليات تقع داخل النطاق الإداري لبلدية سوق الأحد - ترهونة كالتالي :

- الآداب و التربية تضم أقسام : ( مكتبات ومعلومات - الإعلام - الإدارة التعليمية - التربية و علم النفس - العلوم الإجتماعية ).
- الإقتصاد و العلوم السياسية تضم أقسام : ( المحاسبة - العلوم السياسية - الإدارة ) .
- كلية الهندسة و تضم أقسام : ( الهندسة المدنية - الهندسة الميكانيكية - هندسة الحاسب الآلي - الهندسة الكهربائية والإلكترونية) .
- كلية اللغات و تضم أقسام : ( اللغة العربية - اللغة الإنجليزية ) .
- كلية القانون و تضم أقسام : ( القانون العام ) .
- كلية العلوم : و تضم أقسام : ( العلوم الزراعية - العلوم البيئية - تقنية حيوية - الحاسب الآلي ) .

1. الكليات التي تقع داخل النطاق الإداري لبدية ترهونة المركز - ترهونة.
2. كليات تقع داخل النطاق الإداري لبلدية بني وليد - بني وليد .

## إصدارات
تصدر الجامعة مجلة دورية تحمل اسم مجلة جامعة الزيتونة .

## نشاطات
الجامعة لها نشاطات متعددة رياضية وثقافية و علمية .

## الإدارات
- إدارة الدراسات العليا والتدريب.

- إدارة المكتبات والمطبوعات .
- إدارة شؤون أعضاء هيئة التدريس .
- إدارة المسجل العام .
- مكتب التعاون الدولي .
- مركز التحوث والاستشارات

## وصلات خارجية ومصادر
- قائمة بأسماء الجامعات الليبية المنضوية تحت اتحاد الجامعات العربية - موقع اتحاد الجامعات العربية
- الموقع الرسمي لجامعة الزيتونة بترهونة